# Agriades amica
Agriades amica är en fjärilsart som beskrevs av Edwards 1863. Agriades amica ingår i släktet Agriades och familjen juvelvingar. Inga underarter finns listade i Catalogue of Life.